# Arūnas Visockas
Arūnas Visockas (né le 7 décembre 1965 à Kaunas dans la République socialiste soviétique de Lituanie en ex-URSS) est un ancien joueur lituanien de basket-ball, évoluant au poste d'ailier fort. Il est actuellement entraîneur assistant de l'équipe du BC Kaunas Triobet.

## Carrière

### Palmarès
- Médaille de bronze aux Jeux olympiques 1992
- Médaille d'argent au championnat d'Europe 1995